# Iván Susanin

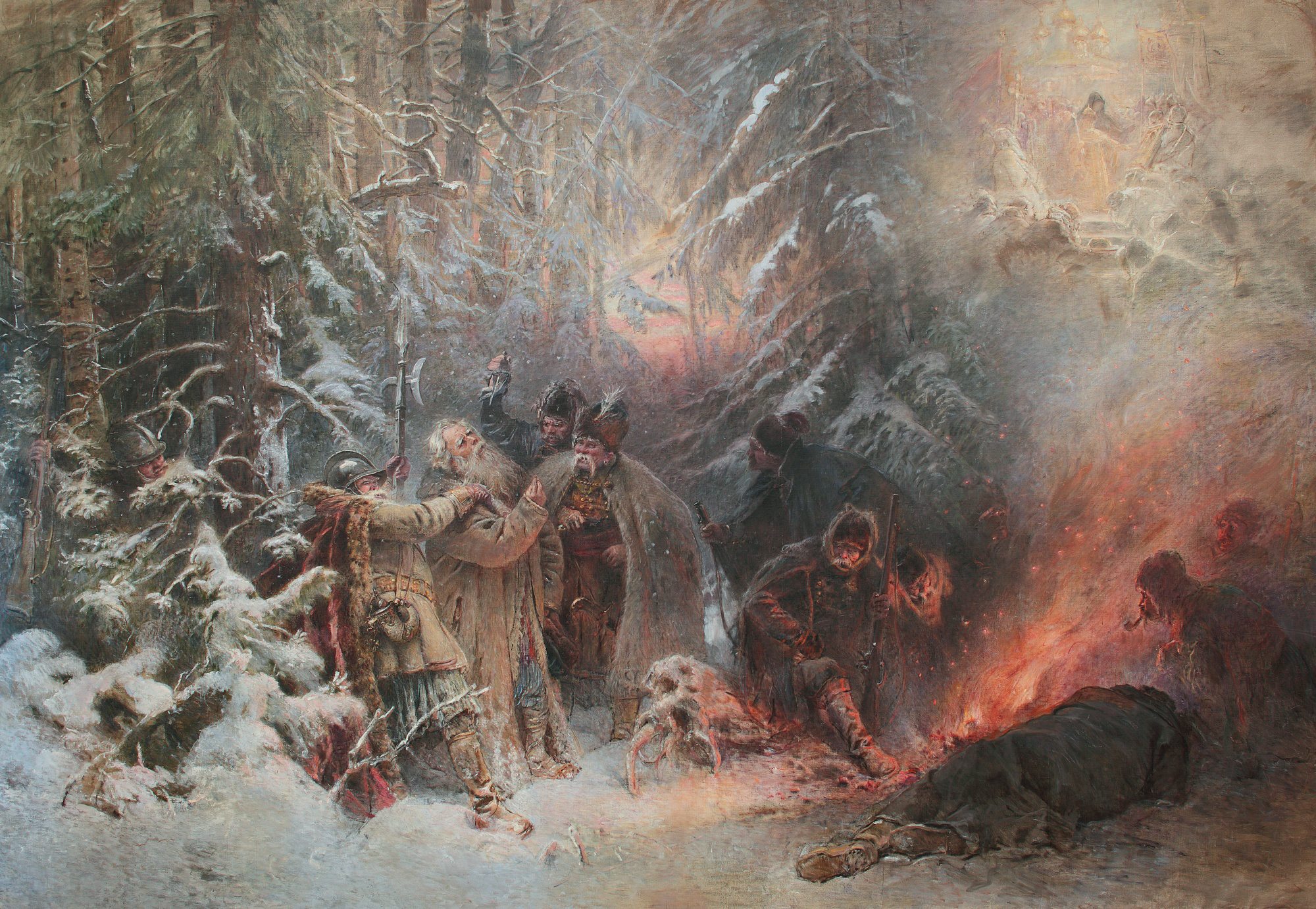
Iván Susanin por Konstantín Makovski, 1914.

Iván Susanin (en ruso: Ива́н Суса́нин; f. 1613) fue un héroe nacional ruso y un mártir de principios del siglo XVII.

## Contexto histórico
Entre 1598 y 1613, el Zarato moscovita experimentó un periodo de gran inestabilidad política, el «Periodo Tumultuoso», que finalizó tras el ascenso al trono de Mijáil Fiódorovich Románov, el fundador de la dinastía Románov, que reinó en Rusia hasta 1917.
En la localidad de Dómnino tenía su residencia habitual Ksenia Shestova, esposa del boyardo Fiódor Románov y madre de Mijaíl Románov. Mijaíl fue elegido unánimemente zar de Rusia por la Zemski Sobor el 11 de febrero de 1613, pero no fue hasta el 24 de marzo que los delegados del consejo descubrieron al joven zar y a su madre en el monasterio Ipátiev, cerca de Kostromá. Ella protestó al considerar que su hijo era demasiado joven para asumir este cargo en tiempos tan problemáticos. Sin embargo, en el último momento, Mijaíl aceptó el trono.
Fue entonces cuando ocuparon el territorio ruso las tropas polacas, partidarias del rey polaco Segismundo III Vasa, quien reclamaba la corona de Rusia en nombre de su hijo Ladislao IV Vasa al margen de la elección de Mijaíl Románov. El Reino de Polonia se encontraba entonces en la cúspide de su poder, y, junto con el Gran Ducado de Lituania, conformaba la República de las Dos Naciones.

## Los hechos
En 1619, un tal Bogdán Sobinin, de la localidad de Dómnino, cerca de Kostromá, recibió del zar Mijaíl la mitad del pueblo de Derevischi. Según la carta real, estas tierras le habían sido concedidas como recompensa por la renuncia de su suegro, que figura como Iván Susanin, a revelar a los polacos la localización de la familia del zar.
Cartas sucesivas emitidas en 1641, 1691 y 1837 repiten fielmente las palabras de la carta de 1619 según la cual Iván Susanin fue «investigado por los polacos y lituanos y sometido a grandes torturas para conocer el paradero del gran zar pero, a pesar de que lo sabía y sufriendo increíbles dolores, no dijo nada y fue torturado hasta la muerte».
A principios del siglo XIX, las cartas reales atrajeron la atención de la naciente historiografía rusa e Iván Susanin fue proclamado un héroe nacional ruso y un símbolo de la devoción del pueblo llano hacia el zar. Como tal, fue homenajeado en la poesía y la ópera, como es el caso de Una vida por el Zar, de Mijaíl Glinka. Poco a poco, se desarrolló la leyenda sobre la vida y muerte de Iván.

## Leyenda

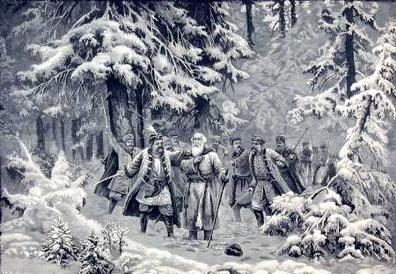
La muerte de Iván Susanin por Aleksandr Zemtsov (1856−1896).

Según la leyenda, los polacos habían desplegado numerosos destacamentos para encontrar y asesinar al joven zar. Uno de ellos fue informado de la presencia del zar cerca de Kostromá, por lo que envió tropas.
Como los polacos no conocían bien la zona, pidieron ayuda a sus habitantes para guiarlos. En un bosque próximo al pueblo, se encontraron con un leñador, Iván Susanin, quien prometió llevarlos por un atajo directamente al monasterio Ipátiev, donde Mijaíl estaba supuestamente escondido. Los enemigos lo siguieron y nunca más se supo de ellos. Se dice que Susanin los llevó tan adentro del bosque que fueron incapaces de salir y murieron de frío en aquella gélida noche de febrero.
El yerno de Susanin, a quien había enviado en secreto por otro camino, avisó a Mijaíl Románov, y los monjes lo ocultaron para protegerlo de las tropas polacas. Gracias a ello, Mijaíl fue coronado zar y reinó en Rusia durante 32 años, fundando la dinastía Románov.

## Homenajes

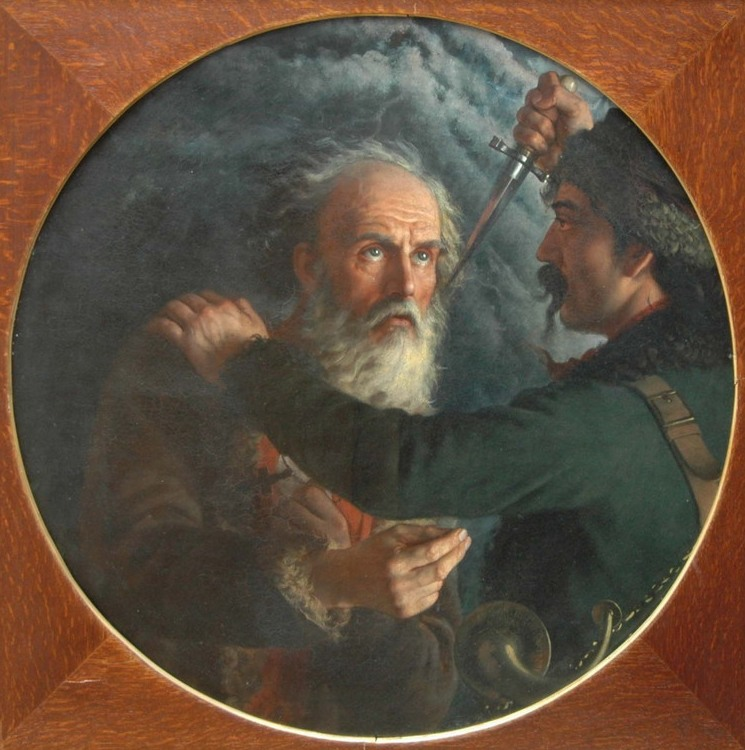
Muerte de Iván Susanin, de Mijaíl Scotti (1851).

Las historias de Iván Susanin como icono patriótico ruso inspiró a muchos artistas, compositores y escritores, especialmente en el Imperio ruso.
Kondrati Ryléyev glorificó las gestas de Susanin en un poema.
Mijaíl Glinka escribió una de las primeras óperas rusas de renombre internacional, Una vida por el Zar. La ópera cambió varias veces de título. Su título original iba a ser Iván Susanin, pero Glinka lo cambió en deferencia a Nicolás I de Rusia, quien asistió a un ensayo de la obra. Durante el periodo soviético, la ópera fue rebautizada como Iván Susanin, y su libreto, abiertamente monárquico, fue editado para conformar a la ideología soviética. También el himno zarista en la Obertura 1812 de Chaikovski fue sustituido por el coro «Gloria, gloria a la sagrada Rus» (Славься, славься, святая Русь!), tomado de la ópera de Glinka. Finalmente, volvió a cambiar de título tras la caída de la Unión Soviética.
En 1838, Nicolás I ordenó la construcción de un monumento en Kostromá en honor a Susanin, pero fue destruido por los bolcheviques porque incluía una representación del zar. Los bolcheviques construyeron en su lugar otro monumento más adecuado al estilo soviético.
Durante las celebraciones del tricentenario de los Románov, se interpretó repetidas veces la ópera Una vida por el Zar. Se interpretó en una gala en el Teatro Mariinski, se interpretó por toda Rusia en escuelas, regimientos y compañías aficionadas. También se publicó ad nauseam en la prensa. En la parte inferior del monumento a los Románov de Kostromá, una personificación nacional de Rusia bendice a un Susanin genuflexo.

### Oposición
Nikolái Kostomárov, un historiador opositor al régimen zarista, fue el primero, en el siglo XIX, en impugnar la veracidad de la historia. Se quedó perplejo por el hecho de que fue el monasterio Ipátiev, y no el pueblo de Dómnino, donde vivía Mijaíl Románov en 1612. Sin embargo, sus argumentos fueron desestimados por estudiosos más ortodoxos, como Mijaíl Pogodin y Serguéi Soloviov.
El nombre «Susanin» pasó a ser un cliché irónico en ruso para designar a una persona que afirma conocer el camino pero que acaba demostrando lo contrario.